# El regreso de Sabina
El regreso de Sabina es una película venezolana de 1980 escrita y dirigida por el cineasta, escultor, apoderado taurino, escritor y empresario español Antonio García Molina, la cual significó su primer largometraje.

## Sinopsis
Oscar Bermúdez es un reconocido arquitecto quien vive en la Isla de Margarita pero que aún no consigue superar el trauma causado por la muerte de su esposa, Sabina, en un accidente de tráfico hasta el día en que él conoce a una periodista muy parecida físicamente a la difunta y ambos comienzan a entablar una relación romántica pero, cuando van a consumarla, súbitamente ella es arrastrada hacia el mar por una extraña fuerza para luego emerger del mismo convertida en un pelícano y atacar a Oscar, lo que el viudo interpreta como una señal de que el espíritu de su mujer ha regresado.
Cuando Oscar aparece en su trabajo, al día siguiente, le cuenta a su secretaria y a su hombre de confianza el incidente pero ellos no se lo creen. Sin embargo el arquitecto continúa obsesionándose con el espíritu de Sabina y la secretaria (quien está enamorada en secreto de su jefe) trata por todos los medios de quitarle esa idea de la cabeza pero, poco a poco, todas las personas que pretenden descubrir la presencia de Sabina terminan siendo atacadas mortalmente por el ave hasta que, una noche, la secretaria descubre horrorizada que efectivamente Sabina sí ha regresado del más allá y está dispuesta a llevarse consigo a su marido a cualquier precio.

## Elenco
- Héctor Mayerston ... Oscar Bermúdez
- Herminia Martínez ... Sabina Rodríguez de Bermúdez / Periodista
- Chony Fuentes ... Secretaria de Oscar
- Luis Calderón ... Hombre de confianza de Oscar
- José Torres ... Comisario
- Mauricio González
- Arturo Calderón
- Luis Rivas
- Betty Ruth
- José María Baussells
- Yajeyra Ardilla
- Pedro Cuica
- Tony García Jr.
- Kenny José García